# Juillet 1796

## Événements
- 8 juillet : le gouvernement américain établit un passeport, le premier du genre aux États-Unis. Il s'agit d'une simple lettre, qui sert de preuve d'identité. Elle facilite ainsi les voyages à l'étranger (« passer » les « ports »). À l'époque, le passeport n'est délivré qu'à des personnes haut placées[1].

- 10 juillet :
  - Les Britanniques occupent l'île d'Elbe[2].
  - Combat de Friedberg .

- 11 juillet : les États-Unis prennent possession de Détroit, alors sous possession britannique, selon les termes du Traité de Londres

## Naissances
- 16 juillet : Jean-Baptiste Corot, peintre français.

## Décès
- 21 juillet : Robert Burns, poète écossais.